# Tess Lieder
Tess Lieder, ogift Wester, född 19 maj 1993 i Heerhugowaard, är en nederländsk handbollsmålvakt.

## Klubblagskarriär
Wester började sin karriär 1999 5–6 år gammal i Hugo Girls. I sin ungdomskarriär spelade hon även för VZV och HandbalAcademie. Hon spelade i EHF Champions League med VOC Amsterdam säsongen 2008/09. Wester spelade i E&O Emmen från 2010 till 2011.
2011 skrev hon på för den tyska klubben VfL Oldenburg och spelade i klubben fram till 2015 och med klubben vann hon tyska cupen 2012. Wester skrev sedan på för Bundesliga-klubben SG BBM Bietigheim. Hon vann Bundesliga-titeln med dem. 2018 bestämde hon sig för att ta ett steg framåt i klubbkarriären och skrev på ett kontrakt med danska Odense Håndbold. Efter att hennes kontrakt med Odense löpte ut 2021 skrev hon på för den rumänska klubben CSM București. Hon förklarade sitt beslut med att klubben var en toppklubb med ambitioner i Champions League. Hon lämnade CSM 2022 och tog en paus i karriären för att föda barn. 2023 började hon spela för tysk Borussia Dortmund.

## Landslagskarriär
Wester debuterade i det nederländska laget i en vänskapsmatch mot Rumänien den 2 oktober 2012. Hon spelade i världsmästerskapet i handboll för damer 2015 med det nederländska laget och nådde finalen i turneringen, men förlorade mot Norge med 23–31.Det var hennes första medalj i ett mästerskap. Hon blev sedan uttagen till Nederländernas handbollslag i Olympiska sommarspelen 2016 och kom på fjärde plats efter att ha förlorat i semifinalen mot Frankrike med 23–24 och i bronsmatchen mot Norge med 26–36. Hon var med och tog medalj i EM 2016, VM 2017, EM 2018 för att 2019 vinna VM-guld vid VM 2019 i Japan.

## Meriter med klubblag
Dansk mästare 2021 med Odense Håndbold
 Tysk mästare 2017 med SG BBM Bietigheim
 Tysk cupmästare 2012 med VfL Oldenburg